# ميغان كونولي
ميغان كونولي (بالإنجليزية: Megan Connolly) (7 مارس 1997 بكورك في جمهورية أيرلندا - ) هي لاعبة كرة قدم أيرلندية في مركز الهجوم. شاركت مع منتخب جمهورية أيرلندا لكرة القدم للسيدات. أما مع النوادي، فقد لعبت مع Florida State Seminoles women's soccer ‏ وCollege Corinthians A.F.C. ‏.

## وصلات خارجية
- ميغان كونولي على موقع الاتحاد الأوربي (الإنجليزية)
- ميغان كونولي على موقع قاعدة بيانات كرة القدم.إي يو (الإنجليزية)
- ميغان كونولي على موقع Soccerway.com (الإنجليزية)
- ميغان كونولي على موقع عالم كرة القدم.نت (الإنجليزية)